# Ian Glover
Ian Glover (* 8. November 1978 in Doncaster) ist ein englischer Snookerspieler. In der zweiten Hälfte der 1990er und noch einmal Mitte der 2010er Jahre gehörte er insgesamt fünf Jahre der Profitour an.

## Karriere
Ian Glover begann mit 13 Jahren mit dem Snooker und schaffte als 15-Jähriger erstmals ein Maximum Break. Mit 16 Jahren spielte er bereits auf der Snooker Main Tour. In drei der folgenden vier Jahre war er bei den Profiturnieren vertreten, konnte sich aber nicht als Profispieler etablieren. Nachdem ihm dann zwei Jahre hintereinander nicht mehr die Qualifikation für die Tour gelungen war, kehrte er dem Snooker 2001 den Rücken.
In der Saison 2009/10 spielte er erstmals wieder bei der Pontin’s International Open Series um die Qualifikation als Profi und erreichte bei einem Turnier immerhin das Viertelfinale. Mit der Einführung der für Amateure offenen Players Tour Championship im Jahr darauf spielte er wieder bei professionellen Turnieren mit und erreichte dort Achtungserfolge wie einen Sieg über Mark Williams im dritten Turnier und das Vordringen unter die letzten 32 beim vierten Turnier der Serie 2010/11. Die Qualifikation für die Profitour über die Q School 2011 gelang ihm jedoch nicht. Er spielte auch in den folgenden Jahren weiter viele PTC-Turniere. Bei der parallel zu einigen Einzelturnieren ausgetragenen EBSA Qualifying Tour konnte er sich zweimal für die Playoffs qualifizieren. Während er 2013 noch an Patrick Einsle scheiterte, konnte er im Jahr darauf einen der drei Plätze auf der Main Tour gewinnen, die bei dieser Veranstaltung vergeben wurden.
Er kehrte damit als 35-Jähriger nach 15 Jahren wieder auf die Main Tour zurück und war für die nächsten beiden Spielzeiten bei den Profiturnieren startberechtigt. Gleich bei den ersten beiden PTC-Turnieren der Saison 2014/15, bei denen er jetzt direkt für die Hauptrunde qualifiziert war, erreichte er jeweils die Runde der letzten 32. Bei der Qualifikation für die vollwertigen Ranglistenturniere scheiterte er allerdings immer in der ersten Runde. Im Jahr darauf gelang ihm bei den Australian Goldfields Open gegen einen Amateurqualifikanten sein einziger Sieg bei einem vollwertigen Ranglistenturnier. Nach zwei Siegen bei PTC-Turnieren stand er am Ende der Saison in der Weltrangliste weit unten und fiel damit wieder aus der Main Tour heraus.
Ian Glover trainiert in Sheffield und in Scunthorpe unter anderem mit Jeff Cundy und Ben Woollaston. Er ist Halbprofi und arbeitet daneben als Fahrer für das Unternehmen Igloo.